# Jacob Brown (football)
Pour les articles homonymes, voir Jacob Brown.
Jacob Brown, né le 10 avril 1998 à Halifax en Angleterre, est un footballeur écossais qui évolue au poste d'ailier droit à Luton Town.

## Biographie

### Débuts professionnels
Né à Halifax en Angleterre, Jacob Brown est formé par l'académie de Sheffield Wednesday avant de rejoindre Guiseley A.F.C. (en). 
Il signe ensuite au Barnsley FC, après avoir joué un match amical contre les U18 du club avec son équipe de Guiseley. Rencontre durant laquelle il marque deux buts et donne la victoire aux siens (2-1 score final), ce qui convainc Barnsley de lui proposer un essai, avant de définitivement rejoindre le club en 2015.

### Stoke City
Le 9 septembre 2020, Jacob Brown s'engage en faveur de Stoke City,. 
Il joue son premier match sous ses nouvelles couleurs trois jours plus tard, lors de la première journée de la saison 2020-2021 de Championship contre le Millwall FC. Il entre en jeu à la place de Sam Vokes et les deux équipes se neutralisent (0-0). Il inscrit son premier but pour Stoke City le 17 septembre 2020, à l'occasion d'un match de coupe de la Ligue anglaise contre Wolverhampton Wanderers. Entré en jeu à la place de Lee Gregory, il donne la victoire à son équipe en inscrivant le seul but de la partie.

### Luton Town
Le 10 août 2023, Jacob Brown rejoint Luton Town, tout juste promu en première division anglaise.
Il inscrit son premier but pour Luton Town le 29 août 2023, lors d'une rencontre de coupe de la Ligue anglaise face au Gillingham FC. Titulaire, il marque au bout de deux minutes de jeu, et participe à la victoire de son équipe par trois buts à deux.

### En sélection
Jacob Brown est convoqué pour la première fois avec l'équipe d'Écosse par le sélectionneur Steve Clarke en novembre 2021. Brown honore sa première sélection contre la Moldavie le 12 novembre 2021. Il entre en jeu à la place de Che Adams et son équipe l'emporte par deux buts à zéro.